# 三井記念病院

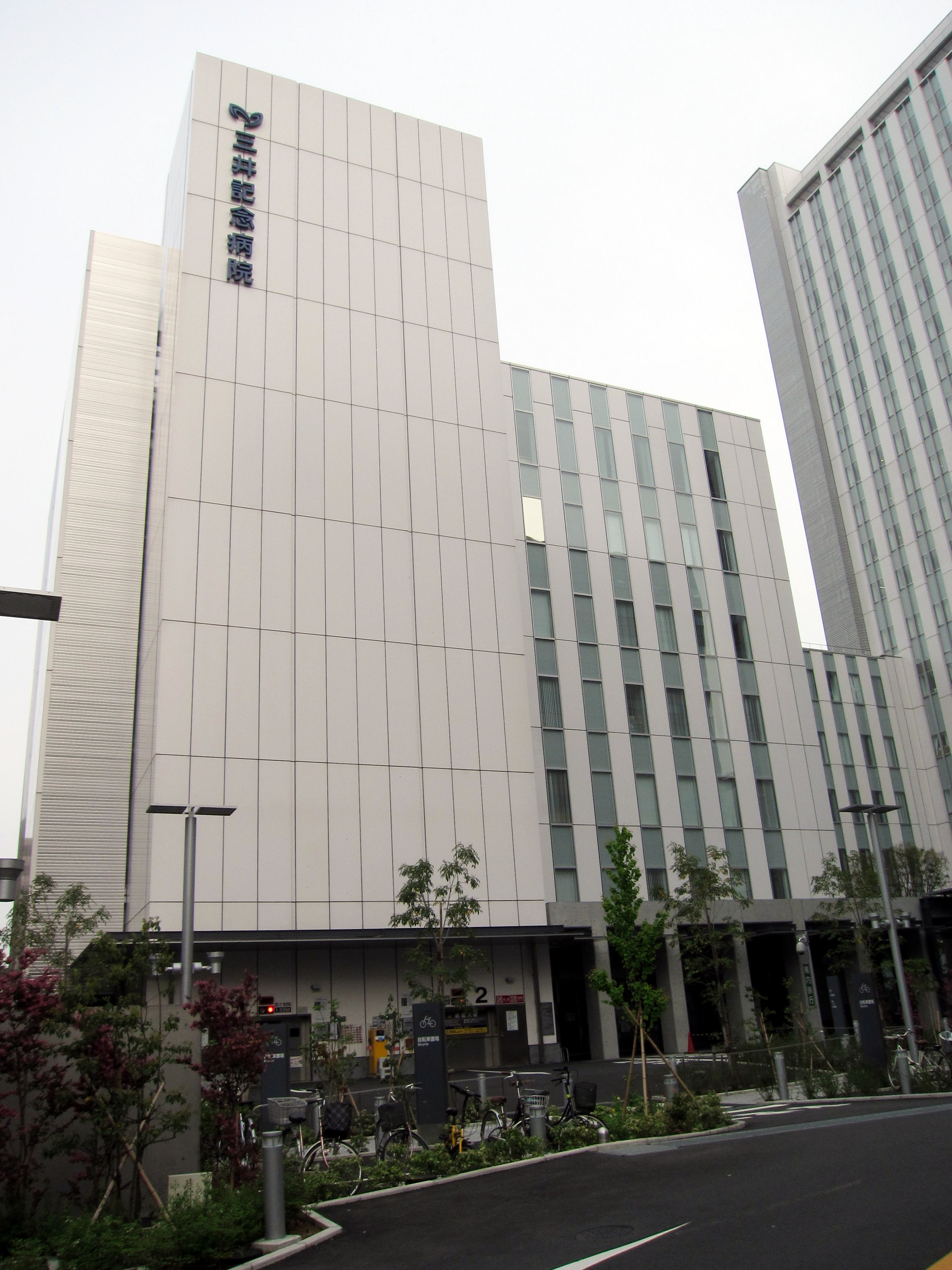
本館全景

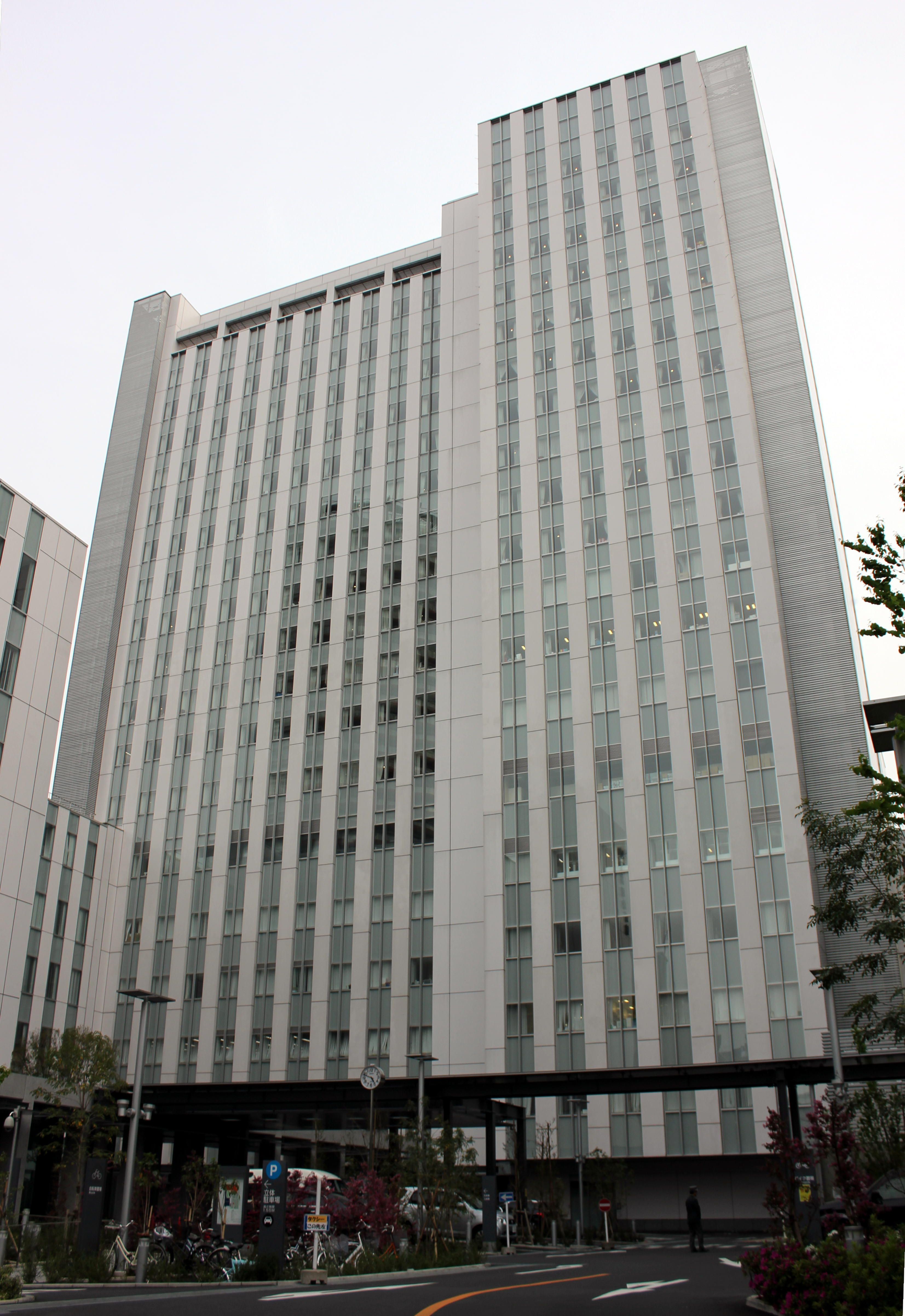
病棟全景

社会福祉法人 三井記念病院（しゃかいふくしほうじん みついきねんびょういん、英語: Mitsui Memorial Hospital）は、東京都千代田区神田和泉町に所在する医療機関である。

## 概要
三井家が創設したが、目的は三井財閥や三井グループの福利厚生ではなく、貧困者対象の無料施療機関であった。現在は一般の保険医療機関で、各学会の専門医認定施設である。2023年4月17日時点、千代田区選挙管理委員会より、不在者投票のできる施設の一つとして指定されている。

## 年表
- 1906年（明治39年）10月 - 三井家総代・三井八郎右衞門高棟が、「財団法人三井慈善病院」として設立する。
- 1909年（明治42年）3月 - 東京帝国大学第二医院跡に開院する。
- 1919年（大正8年）4月 - 「財団法人泉橋慈善病院」に改称する。
- 1943年（昭和18年）7月 - 「財団法人三井厚生病院」に改称する。
- 1952年（昭和27年）5月 - 「社会福祉法人三井厚生病院」となる。
- 1970年（昭和45年）4月 - 新病棟一期工事が竣工し、「社会福祉法人三井記念病院」に改称する。
- 1972年（昭和47年） - 新病棟が第13回BCS賞[3]に選定される。
- 2011年（平成23年）9月 - 100周年記念建替事業が竣工する。
- 2013年（平成25年）
  - 10月 - 東京都「地域医療支援病院」に承認される。
  - 12月 - 「東京都災害拠点病院」に指定される。
- 2015年（平成27年）
  - 7月 - がん診療センターを設立する。
  - 9月 - 地域連携型認知症疾患医療センターを設立する。
- 2016年（平成28年）
  - 9月 - 心臓大動脈センターを設立する。
  - 11月 - 医療施設認定合同機構 (Joint Commission International, JCI) 認定を得る。

## 診療科
- 内科
- 脳神経内科
- 消化器内科
- 循環器科
- 消化器外科
- 消化器外科
- 乳腺・内分泌外科
- 精神科
- 小児科
- 外科
- 心臓血管外科
- 脳神経外科
- 整形外科
- 眼科
- 耳鼻咽喉科
- 皮膚科
- 泌尿器科
- 産婦人科
- 放射線科
- 麻酔科
- 歯科
- 歯科口腔外科
- 病理診断科

## 先進医療
多焦点眼内レンズを用いた水晶体再建術

## 主な関係者
- 赤星隆幸 - 元眼科部長で、白内障手術の新術式「フェイコ・プレチョップ法」を開発する。
- 呉建 - 内科医局主任を歴任し、戦前にノーベル生理学・医学賞候補者に選定される。
- 小池龍平 - 元臨床工学技士で、臨床工学技士設立に携わっている。臨床工学技士ができる以前から人工心肺業務を行っていた。
- 福島孝徳 - 元脳神経外科部長で1978年~1991年まで勤務していた。世界的に有名な外科医である。座右の銘は「一発全治」。鍵穴手術の第一人者で手術成功率は95[%]以上である。2024年3月にアメリカで死去する。

## 雑記
沼波武夫作詞で北村季晴作曲の泉橋慈善病院々歌が親しまれた。

## 交通アクセス
- JR線、つくばエクスプレス 秋葉原駅下車、徒歩7分。
- 東京メトロ日比谷線 秋葉原駅下車、徒歩6分。
- 都営地下鉄新宿線 岩本町駅下車、徒歩10分。
- 台東区循環バスめぐりん「南めぐりん」、「ぐるーりめぐりん」で三井記念病院前下車。